# Ulf Kirsten
Ulf Kirsten, nemški nogometaš in trener, * 4. december 1965, Riesa, Vzhodna Nemčija.
Kirsten je prvi nogometaš, ki je skupaj dosegel 100 nastopov za dve nacionalni nogometni reprezentanci: za vzhodnonemško (49 nastopov) in za skupno nemško reprezentanco (51 nastopov).
V svoji profesionalni nogometni karieri je igral le za dva kluba: Dynamo Dresden (1983-1990) in  Bayer 04 Leverkusen (1990-2003).